# 吳氏草䲁
吳氏草䲁（學名：Clinus woodi），為輻鰭魚綱䲁形目胎䲁科草䲁屬的一個種，分布於西印度洋莫三比克伊尼揚巴內至南非凱伊河半鹹水、海域，本魚身體略扁，頭部相對較小，鼻子呈楔形，輪廓角鈍，顏色有橄欖色、棕色和紅色，帶有不明顯的橫紋，背鰭硬棘27-31枚、背鰭軟條4-6枚、臀鰭硬棘2枚、臀鰭軟條21-24枚，體長可達16公分，棲息在海草生長茂密的潮間帶，雌魚產附著性卵，雄魚會守護卵，幼魚為浮游性，生活習性不明。